# Urquinaona metróállomás
Urquinaona egyike a Spanyolországban található barcelonai metró metróállomásainak.

## Metróvonalak
Az állomást az alábbi metróvonalak érintik:
- 1-es metróvonal
- 4-es metróvonal

## Kapcsolódó állomások
Az állomáshoz az alábbi állomások vannak a legközelebb:
- Plaça de Catalunya állomás (Hospital de Bellvitge, 1-es metróvonal)
- Passeig de Gràcia metróállomás (Trinitat Nova, 4-es metróvonal)
- Arc de Triomf (Fondo, 1-es metróvonal)
- Jaume I (La Pau, 4-es metróvonal)